# Дворец Тодеско
Дворецът Тодеско (на немски: Palais Todesco) е представителна сграда на Рингщрасе във Виена, Австрия. Намира се срещу Виенската държавна опера.

## История
Построен е в периода от 1861 до 1864 г. по планове на архитект Теофил Хансен за благородническото семейство Тодеско. Веднага след завършването на двореца Едуард Сахер наема приземното пространство за своя деликатесен магазин и ресторант.
Един от обитателите е баронеса Софи фон Тодеско, която създава известен салон за художници и интелектуалци.
По времето на монархията императорските и кралски доставчици P. & C. Habig имат клон на приземния етаж.
Освен семейство Тодеско в двореца е живяло и семейство Фон Либен; и двете фамилии са с еврейски произход и са преследвани от националсоциалистите след „аншлуса“ през 1938 г. Самият дворец е продаден още през 1935 г. на Versicherungsanstalt der Österreichischen Bundesländer, Versicherungs AG (дн. Uniqa Insurance Group).
Дворецът е седалище на Австрийската народна партия от 1947 до 1995 г.